# محمدحسین امید
محمدحسین امید (زاده ۲۵ آبان ۱۳۳۷ یزد) استاد دانشگاه و رئیس دانشگاه تهران است. او استاد تمام گروه مهندسی آبیاری و آبادانی از دانشکده آبیاری و آبادانی در پردیس کشاورزی و منابع طبیعی دانشگاه تهران است. وی معاون پیشین اداری و مالی وزارت علوم، تحقیقات و فناوری و رئیس پیشین دانشگاه جامع علمی کاربردی است. امید پیش‌تر نیز سرپرست دانشگاه تهران بوده‌است. وی فارغ‌التحصیل رشته آبیاری در مقاطع کارشناسی و کارشناسی ارشد و مهندسی هیدرولیک در مقطع دکتری است.

## سوابق اجرایی
محمدحسین امید در زمان ریاست رضا فرجی‌دانا، معاون دانشجویی و فرهنگی دانشگاه تهران بود و در دوران ریاست عباسعلی عمید زنجانی و مدتی نیز در دوران ریاست فرهاد رهبر، عهده‌دار معاونت اداری و مالی دانشگاه تهران شد.
محمدحسین امید سوابقی نظیر ریاست پردیس کشاورزی و منابع طبیعی دانشگاه تهران و ریاست پردیس ارس دانشگاه تهران را در کارنامه مدیریتی خود دارد.
در ۶ شهریور ۱۳۹۲، جعفر توفیقی سرپرست وزارت علوم، تحقیقات و فناوری، محمدحسین امید را به عنوان معاون اداری و مالی وزارت علوم، تحقیقات و فناوری منصوب کرد.
در ۲۹ بهمن ۱۳۹۲، با حکم رضا فرجی دانا، وزیر علوم، تحقیقات و فناوری، فرهاد رهبر از ریاست دانشگاه تهران برکنار شده و محمدحسین امید با حفظ سمت جایگزین وی گردید و سرپرست دانشگاه تهران شد. امید تا ۱۹ خرداد ۱۳۹۳ سرپرستی دانشگاه تهران را برعهده داشت و نهایتاً محمود نیلی احمدآبادی جایگزین وی گردید.
در ۱۷ اردیبهشت ۱۴۰۴ با حکم حسین سیمایی صراف، وزیر علوم، تحقیقات و فناوری، به عنوان سرپرست دانشگاه تهران منصوب شد.

## ریاستدانشگاه جامع علمی کاربردی
امید بهمن ماه سال ۱۳۹۵ به ریاست دانشگاه جامع علمی کاربردی کشور درآمد و تا سال ۱۴۰۰ در این سمت بود.